# Traminda subvirgata
Traminda subvirgata är en fjärilsart som beskrevs av Louis Beethoven Prout 1938. Traminda subvirgata ingår i släktet Traminda och familjen mätare. Inga underarter finns listade i Catalogue of Life.